# Grand Prix Formule 1 van Australië 2008
De Grand Prix Formule 1 van Australië 2008 werd gehouden van 14 tot 16 maart 2008 op Albert Park Circuit. Het is de 13e race op dit circuit en de 23e in dit land.

## Kwalificatie
| Positie | Nummer | Naam                 | Team                | Q1       | Q2        | Q3        |
| ------- | ------ | -------------------- | ------------------- | -------- | --------- | --------- |
| 1       | 22     | Lewis Hamilton       | McLaren-Mercedes    | 1:26.572 | 1:25.187  | 1:26.714  |
| 2       | 4      | Robert Kubica        | BMW Sauber          | 1:26.103 | 1:25.315  | 1:26.869  |
| 3       | 23     | Heikki Kovalainen    | McLaren-Mercedes    | 1:25.664 | 1:25.452  | 1:27.079  |
| 4       | 2      | Felipe Massa         | Ferrari             | 1:25.994 | 1:25.691  | 1:27.178  |
| 5       | 3      | Nick Heidfeld        | BMW Sauber          | 1:25.960 | 1:25.518  | 1:27.236  |
| 6       | 11     | Jarno Trulli         | Toyota              | 1:26.427 | 1:26.101  | 1:28.527  |
| 7       | 8      | Nico Rosberg         | Williams-Toyota     | 1:26.295 | 1:26.059  | 1:28.687  |
| 8       | 9      | David Coulthard      | Red Bull-Renault    | 1:26.381 | 1:26.063  | 1:29.041  |
| 9       | 15     | Sebastian Vettel     | Toro Rosso-Ferrari  | 1:26.702 | 1:25.842  | Geen tijd |
| 10      | 17     | Rubens Barrichello   | Honda               | 1:26.369 | 1:26.173  |           |
| 11      | 5      | Fernando Alonso      | Renault             | 1:26.907 | 1:26.188  |           |
| 12      | 16     | Jenson Button        | Honda               | 1:26.712 | 1:26.259  |           |
| 13      | 8      | Kazuki Nakajima      | Williams-Toyota     | 1:26.891 | 1:26.413  |           |
| 14      | 10     | Mark Webber          | Red Bull-Renault    | 1:26.914 | Geen tijd |           |
| 15      | 1      | Kimi Räikkönen       | Ferrari             | 1:26.140 | Geen tijd |           |
| 16      | 21     | Giancarlo Fisichella | Force India-Ferrari | 1:27.207 |           |           |
| 17      | 14     | Sébastien Bourdais   | Toro Rosso-Ferrari  | 1:27.446 |           |           |
| 18      | 20     | Adrian Sutil         | Force India-Ferrari | 1:27.859 |           |           |
| 19      | 12     | Timo Glock           | Toyota              | 1:26.919 | 1:26.164  | 1:29.593  |
| 20      | 18     | Takuma Sato          | Super Aguri-Honda   | 1:28.208 |           |           |
| 21      | 6      | Nelson Piquet Jr.    | Renault             | 1:28.330 |           |           |
| 22      | 19     | Anthony Davidson     | Super Aguri-Honda   | 1:29.059 |           |           |

## Race
| Positie | Nummer | Naam                 | Team                | Rondes | Tijd/oorzaak uitval | Startplaats | Punten |
| ------- | ------ | -------------------- | ------------------- | ------ | ------------------- | ----------- | ------ |
| 1       | 22     | Lewis Hamilton       | McLaren-Mercedes    | 58     | 1:34:50.616         | 1           | 10     |
| 2       | 3      | Nick Heidfeld        | BMW Sauber          | 58     | +5.478              | 5           | 8      |
| 3       | 7      | Nico Rosberg         | Williams-Toyota     | 58     | +8.163              | 7           | 6      |
| 4       | 5      | Fernando Alonso      | Renault             | 58     | +17.181             | 11          | 5      |
| 5       | 23     | Heikki Kovalainen    | McLaren-Mercedes    | 58     | +18.014             | 3           | 4      |
| 6       | 8      | Kazuki Nakajima      | Williams-Toyota     | 57     | + 1 ronde           | 13          | 3      |
| 7       | 14     | Sébastien Bourdais   | Toro Rosso-Ferrari  | 55     | Benzine             | 17          | 2      |
| 8       | 1      | Kimi Räikkönen       | Ferrari             | 53     | Benzine             | 15          | 1      |
| Ret     | 4      | Robert Kubica        | BMW Sauber          | 48     | Botsing             | 2           |        |
| Ret     | 12     | Timo Glock           | Toyota              | 44     | Ongeluk             | 18          |        |
| Ret     | 18     | Takuma Sato          | Super Aguri-Honda   | 33     | Versnellingsbak     | 19          |        |
| Ret     | 6      | Nelson Piquet Jr.    | Renault             | 31     | Koppeling           | 20          |        |
| Ret     | 2      | Felipe Massa         | Ferrari             | 30     | Schade botsing      | 4           |        |
| Ret     | 9      | David Coulthard      | Red Bull-Renault    | 26     | Botsing             | 8           |        |
| Ret     | 11     | Jarno Trulli         | Toyota              | 20     | Elektrisch          | 6           |        |
| Ret     | 20     | Adrian Sutil         | Force India-Ferrari | 9      | Hydrauliek          | 22          |        |
| Ret     | 10     | Mark Webber          | Red Bull-Renault    | 1      | Botsing             | 14          |        |
| Ret     | 16     | Jenson Button        | Honda               | 1      | Botsing             | 12          |        |
| Ret     | 19     | Anthony Davidson     | Super Aguri-Honda   | 1      | Botsing             | 21          |        |
| Ret     | 15     | Sebastian Vettel     | Toro Rosso-Ferrari  | 1      | Botsing             | 9           |        |
| Ret     | 21     | Giancarlo Fisichella | Force India-Ferrari | 1      | Botsing             | 16          |        |
| DSQ     | 17     | Rubens Barrichello   | Honda               | 58     | Gediskwalificeerd   | 10          |        |

## Wetenswaardigheden
- Raceleiders: Lewis Hamilton 50 (1-17, 22-42, 47-58) en Heikki Kovalainen 8 (18-21, 43-46).
- Timo Glock keert terug nadat hij in 2004 4 races voor het team Jordan reed.
- Het is de eerste race voor het team Force India.
- Dit is de eerste race sinds de Grand Prix Formule 1 van Portugal 1994 zonder een van de Schumacher-broers aan de start.
- Kazuki Nakajima zal tijdens de Grand Prix Formule 1 van Maleisië 2008 een "10 place grid" krijgen wegens het ongeluk met Robert Kubica.
- Slechts zes wagens haalden de finish (met Barrichello gediskwalificeerd). Dit is het laagste aantal sinds de Grand Prix Formule 1 van Monaco 1996 waar drie wagens de finish haalden, en gedeeld met de Grand Prix Formule 1 van de Verenigde Staten 2005 waar slechts zes wagens startten.
- Dit is Nick Heidfelds gedeelde beste resultaat. Zijn andere tweede plaats was bij de Grand Prix Formule 1 van Canada 2007.
- Voor de eerste keer ooit zijn alle coureurs op het podium vroegere GP2 en Formule 3000 coureurs.
- Eerste punten: Kazuki Nakajima, Sébastien Bourdais
- Eerste diskwalificatie: Rubens Barrichello

## Statistieken
| Snelste ronde | Heikki Kovalainen | McLaren-Mercedes | 1:27.418 |

## Noot
- Dit was het debuut van de Braziliaanse coureur Nelson Piquet, jr. en de Franse coureur Sébastien Bourdais.
- Eerste snelste ronde voor Heikki Kovalainen.
- Eerste podiumplaats voor Nico Rosberg.
- Vijfde Grand Prix-winst voor Lewis Hamilton.